# Myrmarachne annamita
Myrmarachne annamita är en spindelart som beskrevs av Zabka 1985. Myrmarachne annamita ingår i släktet Myrmarachne och familjen hoppspindlar. Inga underarter finns listade i Catalogue of Life.